# Stražica, Vojnik
Stražica este o localitate din comuna Vojnik, Slovenia, cu o populație de 158 de locuitori.